# Daniel Norling
Daniel Norling (Estocolmo, 16 de janeiro de 1888 — Estocolmo, 28 de agosto de 1958) foi um ginasta e cavaleiro sueco que competiu em provas de ginástica artística e hipismo.
Norling é o detentor de três medalhas olímpicas, conquistadas em três seguidas edições. Na britânica, os Jogos de Londres, em 1908, competiu como ginasta na prova coletiva. Ao lado de outros 37 companheiros, conquistou a medalha de ouro, após superar as nações da Noruega e da Finlândia. Quatro anos mais tarde, no sistema sueco de disputas em equipe, saiu-se novamente campeão, ao lado dos outros 23 compatriotas, após permanecer a frente dos dinamarqueses e noruegueses. Em sua última participação olímpica, esta no ano de 1920, nos Jogos da Antuérpia, após um intervalo causado pela Primeira Guerra Mundial, conquistou sua terceira medalha de ouro, agora em outro desporto, o hipismo. Durante as disputas, venceu, ao lado de dois companheiros, a prova do salto por equipes.